# Dylan Di Perna
Dylan Damian Di Perna (Mississauga, 26 aprile 1996) è un hockeista su ghiaccio canadese naturalizzato italiano, milita come difensore nell'Hockey Club Bolzano, squadra della ICE Hockey League, e nella Nazionale italiana.

## Biografia
È nativo di Mississauga, città dell'Ontario, la cui famiglia ha origini italiane, con ascendenti provenienti rispettivamente dal Lazio (famiglia paterna) e dalla Calabria (famiglia materna).

## Carriera

### Giovanili
Di Perna iniziò a farsi notare in OHL inizialmente con i Kingston Frontenacs e in seguito con i Kitchener Rangers, con i quali disputò 293 partite totalizzando 86 punti.  Nel 2017 si trasferì nel campionato universitario USports: in tre stagioni con la Saint Mary’s University fece registrare 55 punti in 109 partite.

### Club
Nel settembre del 2020 approdò all'Hockey Club Bolzano per la sua prima esperienza professionistica. Nonostante un infortunio al volto patito al termine della regular season, che lo tenne lontano dal ghiaccio anche per buona parte dei play-off, il rendimento di Di Perna fu in crescendo, e il giocatore si guadagnò la riconferma per la stagione successiva. L'arrivo di Daniel Ciampini nel dicembre 2021 costrinse il Bolzano a mettere fuori rosa Di Perna, per rispettare il sistema a punti della ICE Hockey League, pur consentendo al giocatore di continuare ad allenarsi con la squadra. Il successivo 11 gennaio, Di Perna venne ceduto in prestito al Renon fino al termine della stagione.
Terminata la stagione con i Buam, il 19 maggio 2022 sottoscrisse un nuovo accordo di un anno con il Bolzano, sancendo il suo ritorno nella prima lega austriaca.

### Nazionale
In possesso del passaporto italiano e maturate due stagioni consecutive in una squadra di club italiana, necessarie per vestire la maglia azzurra, Di Perna ricevette la prima convocazione con il Blue Team nel novembre 2021, in occasione dell'Euro Ice Hockey Challenge disputatosi a Budapest. L'esordio avvenne nell'incontro inaugurale perso 4-1 contro l'Ungheria.
Nel 2022 disputò i Mondiali di Gruppo A di Helsinki. Nonostante la sconfitta nell'ultimo incontro giocato contro il Kazakistan, che condannò gli azzurri alla retrocessione in Prima Divisione - Gruppo A, venne premiato, al termine della competizione, con il Top 3 players on team.
Durante la finale dell'Euro Ice Hockey Challenge, disputatosi a Budapest nel novembre 2022, segnò la sua prima rete con gli Azzurri, contribuendo alla vittoria del torneo contro la Francia per 4-3 ai tiri di rigore.
Nel mese di aprile dell'anno successivo venne inserito nella lista dei 28 giocatori pre-convocati per i Mondiali di Iª Divisione - Gruppo A di Nottingham, ma il giorno antecedente all'esordio iridato contro la Romania, venne escluso dal roster definitivo.

## Palmarès

### Individuale
- USports (AUS) All-Rookie Team: 1

2017-2018
- USports All-Rookie Team: 1

2017-2018
- Top 3 Player on Team del Campionato mondiale di hockey su ghiaccio: 1

Finlandia 2022